# Holocercomegistus agelenophilus
Genre
Espèce
Holocercomegistus agelenophilus est une espèce d'acariens mesostigmates de la famille des Cercomegistidae, la seule du genre Holocercomegistus.

## Distribution
Cette espèce été découverte en Ouganda.

## Publication originale
- Evans, 1958 : Some mesostigmatid mites from a nest of social spiders in Uganda. Annals & Magazine of Natural History ser. 13, vol. 1, p. 580-590.